# Матч претендентов по международным шашкам 1991
Матч претендентов между Гунтисом Валнерисом и Тоном Сейбрандсом должен был состояться в 1991 году, но в связи с отказом Сейбрандса Валнерис без матча был объявлен победителем претендентского соревнования и получил право на матч с чемпионом мира Алексеем Чижовым.

## История несостоявшегося матча
В чемпионате мира 1990 года в Гронингене чемпиону мира Алексею Чижову удалось сохранить свой титул. По условиям проведения чемпионата игрок, занявший второе место, получал право вызвать чемпиона мира на матч за чемпионское звание. При дележе второго места между разделившими его игроками игроками регламентом предусматривалось дополнительное соревнование. По итогам чемпионата второе место разделили Гунтис Валнерис (СССР) и Тон Сейбрандс (Нидерланды), между которыми в 1991 году должен был состояться матч из шести партий. При этом в соответствии с регламентом Валнерис должен был получить преимущество в матче при его ничейном окончании. Связано это было с тем, что в чемпионате мира Валнерис получил более высокий коэффициент Бергера. Сейбрандс, неоднократно высказывавший негативное отношение к коэффициенту Бергера, потребовал удаления этого правила из условий матча. Аналогичное требование Сейбрандс уже ранее выдвигал перед претендентским матчем 1989 года с Анатолием Гантваргом. Валнерис в отличие от Гантварга с этим требованием не согласился. В интервью журналу «Шашки» Валнерис так объяснил мотивы своего решения:
На мой взгляд такая постановка вопроса была некорректной. Сейбрандс - личность в шашечном мире легендарная, и мой отказ был чреват негативной реакцией публики. К тому же за участие в этом матче предполагался солидный гонорар... И всё же я сказал нет. Я помнил о том, что подобный ультиматум Сейбрандс предъявил Анатолию Гантваргу в предыдущем отборочном цикле. Гантварг принял его. И проиграл. Это естественно. Одна уступка влечёт за собой другую. Я сказал нет, но оставил возможность для компромисса, выдвинув встречное предложение о продлении единоборства до двенадцати партий в случае ничейного исхода после первых шести.
Сейбрандс вариант, предложенный Валнерисом, отверг и 1 апреля 1991 года направил в ФМЖД официальный отказ от участия в матче. Валнерис был объявлен победителем претендентского соревнования, и в этом же году состоялся его матч с Алексеем Чижовым.